# Ракаловське сільське поселення
Рака́ловське сільське поселення (рос. Ракаловское сельское поселение) — адміністративна одиниця у складі Білохолуницького району Кіровської області Росії. Адміністративний центр поселення — присілок Ракалово.

## Історія
Станом на 2002 рік на території сучасного поселення існували такі адміністративні одиниці:
- Ракаловський сільський округ (присілки Зоріно, Корзунята, Ракалово, Юдіно)

Поселення були утворені згідно із законом Кіровської області від 7 грудня 2004 року № 284-ЗО у рамках муніципальної реформи шляхом перетворення Ракаловського сільського округу.

## Населення
Населення поселення становить 228 осіб (2017; 231 у 2016, 241 у 2015, 250 у 2014, 263 у 2013, 287 у 2012, 299 у 2010, 378 у 2002).

## Склад
До складу поселення входять 3 населених пунктів:
| Населений пункт     | Населення, осіб (2002) | Населення, осіб (2010) |
| ------------------- | ---------------------- | ---------------------- |
| Зоріно, присілок    | 1                      | -                      |
| Корзунята, присілок | 10                     | 5                      |
| Ракалово, присілок  | 198                    | 183                    |
| Юдино, присілок     | 169                    | 111                    |